# Clary Burt
Pour les articles homonymes, voir Burt.
Clarence « Clary » Burt est un joueur de football canadien (1910 - 30 juin 1965), membre de l'équipe des Argonauts de Toronto qui remporta la Coupe Grey en 1937 et 1938. Il jouait au poste de garde. Il a aussi joué de 1933 à 1935 pour l'équipe du St. Michael's College de la Ontario Rugby Football Union.